# Блумінгтон (Міннесота)
Блу́мінгтон (англ. Bloomington) — місто (англ. city) в окрузі Ганнепін, штат Міннесота, США. Населення — 82 893 особи (2010), що робить його третім за величиною містом в агломерації Міннеаполіс — Сент-Пол і п'ятим за величиною містом штату.
Названий на честь міста Блумінгтона в штаті Іллінойс. Розташований на північному березі річки Міннесота вище її злиття з річкою Міссісіпі. Блумінгтон знаходиться на півдні агломерації, в 16 км на південь від центру міста Міннеаполіс. Блумінгтон — передмістя, пов'язане з вуличною мережею Міннеаполіса. Попри те, що Блумінгтон розглядається як спальний район, у ньому є більше робочих місць на душу населення, ніж в Міннеаполісі або Сент-Полі.

## Географія
Блумінгтон розташований за координатами 44°49′47″ пн. ш. 93°18′55″ зх. д. / 44.82972° пн. ш. 93.31528° зх. д. (44.829666, -93.315217). За даними Бюро перепису населення США в 2010 році місто мало площу 99,50 км², з яких 89,83 км² — суходіл та 9,67 км² — водні об'єкти.

### Клімат
| Клімат : Блумінгтон   | Клімат : Блумінгтон | Клімат : Блумінгтон | Клімат : Блумінгтон | Клімат : Блумінгтон | Клімат : Блумінгтон | Клімат : Блумінгтон | Клімат : Блумінгтон | Клімат : Блумінгтон | Клімат : Блумінгтон | Клімат : Блумінгтон | Клімат : Блумінгтон | Клімат : Блумінгтон | Клімат : Блумінгтон |
| Показник              | Січ.                | Лют.                | Бер.                | Квіт.               | Трав.               | Черв.               | Лип.                | Серп.               | Вер.                | Жовт.               | Лист.               | Груд.               | Рік                 |
| Середній максимум, °C | −5,6                | −1,7                | 5,0                 | 13,9                | 21,1                | 26,1                | 28,3                | 26,7                | 21,7                | 14,4                | 4,4                 | −3,3                | 12,7                |
| Середній мінімум, °C  | −15,6               | −11,1               | −5                  | 2,2                 | 8,9                 | 14,4                | 17,2                | 16,1                | 10,6                | 3,9                 | −3,9                | −11,7               | 2,2                 |
| Норма опадів, мм      | 26                  | 20                  | 47                  | 59                  | 82                  | 110                 | 103                 | 103                 | 68                  | 54                  | 49                  | 25                  | 746                 |
| --------------------- | ------------------- | ------------------- | ------------------- | ------------------- | ------------------- | ------------------- | ------------------- | ------------------- | ------------------- | ------------------- | ------------------- | ------------------- | ------------------- |
| Джерело: weather.com  |                     |                     |                     |                     |                     |                     |                     |                     |                     |                     |                     |                     |                     |

## Демографія
Згідно з переписом 2010 року, у місті мешкали 82 893 особи в 35 905 домогосподарствах у складі 21 618 родин. Густота населення становила 833 особи/км².  Було 37641 помешкання (378/км²).
Расовий склад населення:
| - 79,7 % — білих - 7,2 % — чорних або афроамериканців - 5,9 % — азіатів - 0,4 % — корінних американців - 0,1 % — вихідців з тихоокеанських островів - 3,7 % — осіб інших рас |

До двох чи більше рас належало 3,1 %. Частка іспаномовних становила 6,8 % від усіх жителів.
За віковим діапазоном населення розподілялося таким чином: 19,7 % — особи молодші 18 років, 61,9 % — особи у віці 18—64 років, 18,4 % — особи у віці 65 років та старші. Медіана віку мешканця становила 42,7 року. На 100 осіб жіночої статі в місті припадало 93,8 чоловіків; на 100 жінок у віці від 18 років та старших — 90,7 чоловіків також старших 18 років.
Середній дохід на одне домашнє господарство  становив 84 109 доларів США (медіана — 64 540), а середній дохід на одну сім'ю — 102 233 долари (медіана — 81 113). Медіана доходів становила 55 399 доларів для чоловіків та 44 360 доларів для жінок. За межею бідності перебувало 8,9 % осіб, у тому числі 12,7 % дітей у віці до 18 років та 4,5 % осіб у віці 65 років та старших.
Цивільне працевлаштоване населення становило 46 195 осіб. Основні галузі зайнятості: освіта, охорона здоров'я та соціальна допомога — 20,3 %, науковці, спеціалісти, менеджери — 13,5 %, роздрібна торгівля — 12,5 %, виробництво — 11,9 %.